# 贺炜
贺炜（1980年3月28日—）是一位中国中央电视台足球评论员。

## 生平
1980年出生于中国湖北省十堰市竹山縣。其父是一名軍人。贺炜毕业于海军工程大学。曾经解说过2005年和2009年的联合会杯，2008年的奥运会足球比赛、2008年、2012年、2016年和2020年欧洲杯以及2006年、2010年、2014年、2018年和2022年的世界杯等的各项足球比赛。因为在2010年南非世界杯解说德国对英格兰的比赛时充满文艺的解说词，他被网友冠以“诗人”之名。